# Okręg wyborczy Berwick-upon-Tweed
Okręg wyborczy Berwick-upon-Tweed powstał w 1512 r. i wysyłał do angielskiej, a następnie brytyjskiej, Izby Gmin dwóch deputowanych. W 1885 r. liczbę mandatów przypadających na okręg zmniejszono do jednego. Okręg obejmował północną część hrabstwa Northumberland.
Okręg został zniesiony przed wyborami parlamentarnymi w 2024.

## Deputowani do brytyjskiej Izby Gmin z okręgu Berwick-upon-Tweed

### Deputowani w latach 1660–1885
- 1660–1660: Thomas Widdrington
- 1660–1661: John Rushworth
- 1660–1677: Edward Grey
- 1661–1665: Thomas Widdrington
- 1665–1679: Daniel Collingwood
- 1677–1679: Peregrine Osborne, wicehrabia Osborne
- 1679–1685: Ralph Grey
- 1679–1685: John Rushworth
- 1685–1689: Philip Bickerstaffe
- 1685–1689: Ralph Widdrington
- 1689–1695: Francis Blake
- 1689–1690: Philip Babington
- 1690–1710: Samuel Ogle
- 1695–1698: Ralph Grey
- 1698–1701: Francis Blake
- 1701–1701: Ralph Grey
- 1701–1702: Francis Blake
- 1702–1711: Jonathan Hutchinson
- 1710–1713: William Kerr
- 1711–1715: Richard Hampden
- 1713–1715: William Orde
- 1715–1723: Grey Neville, wigowie
- 1715–1723: John Shute Barrington
- 1723–1727: Henry Grey
- 1723–1727: William Kerr
- 1727–1740: George Liddell
- 1727–1734: Joseph Sabine
- 1734–1740: Hugh Hume-Campbell, lord Polwarth
- 1740–1754: William Barrington, 2. wicehrabia Barrington
- 1740–1765: Thomas Watson
- 1754–1761: John Delaval
- 1761–1765: John Craufurd
- 1765–1774: John Delaval
- 1765–1768: Wilmot Vaughan
- 1768–1774: Robert Paris Taylor
- 1774–1780: Jacob Wilkinson
- 1774–1795: John Vaughan
- 1780–1786: John Delaval
- 1786–1790: Gilbert Elliot
- 1790–1796: Charles Carpenter
- 1795–1802: John Callender
- 1796–1802: George Carpenter, 2. hrabia Tyrconnel
- 1802–1803: Thomas Hall
- 1802–1803: John Fordyce
- 1803–1806: Francis Sitwell
- 1803–1806: Alexander Allan
- 1806–1807: John Callender
- 1806–1807: Alexander Tower
- 1807–1820: Alexander Allan
- 1807–1812: Alexander MacDonald Lockhart
- 1812–1820: Henry Heneage St Paul
- 1820–1823: Charles Bennet, wicehrabia Ossulston
- 1820–1820: David Milne
- 1820–1820: Henry Heneage St Paul
- 1820–1826: Francis Blake, wigowie
- 1823–1826: John Poo Beresford, torysi
- 1826–1832: Marcus Beresford
- 1826–1827: John Gladstone, torysi
- 1827–1835: Francis Blake, wigowie
- 1832–1837: Rufane Shaw Donkin, wigowie
- 1835–1837: James Bradshaw, wigowie
- 1837–1847: Richard Hodgson, Partia Konserwatywna
- 1837–1841: William Holmes, Partia Konserwatywna
- 1841–1853: Matthew Forster, wigowie
- 1847–1852: John Campbell Renton, Partia Konserwatywna
- 1852–1853: John Stapleton, wigowie
- 1853–1859: Dudley Marjoribanks, wigowie
- 1853–1857: John Forster, wigowie
- 1857–1859: John Stapleton, wigowie
- 1859–1863: Charles William Gordon, Partia Konserwatywna
- 1859–1859: Ralph Anstruther Earle, Partia Konserwatywna
- 1859–1868: Dudley Marjoribanks, Partia Liberalna
- 1863–1865: William Walter Cargill, Partia Konserwatywna
- 1865–1868: Alexander Mitchell, Partia Liberalna
- 1868–1874: William Keppel, wicehrabia Bury, Partia Konserwatywna
- 1868–1874: John Stapleton, Partia Liberalna
- 1874–1881: Dudley Marjoribanks, Partia Liberalna
- 1874–1880: David Milne Home, Partia Konserwatywna
- 1880–1880: Henry Strutt, Partia Liberalna
- 1880–1885: David Milne Home, Partia Konserwatywna
- 1881–1885: Hubert Jerningham, Partia Liberalna

### Deputowani po 1885
- 1885–1916: Edward Grey, Partia Liberalna
- 1916–1922: Francis Douglas Blake, Partia Liberalna
- 1922–1923: Hilton Philipson, Narodowa Partia Liberalna
- 1923–1929: Mabel Philipson, Partia Konserwatywna
- 1929–1935: Alfred Todd, Partia Konserwatywna
- 1935–1941: Hugh Seely, Partia Liberalna
- 1941–1944: George Charles Grey, Partia Liberalna
- 1944–1945: William Beveridge, Partia Liberalna
- 1945–1951: Robert Thorp, Partia Konserwatywna
- 1951–1973: Antony Lambton, Partia Konserwatywna
- 1973–2015: Alan Beith, Partia Liberalna, od 1988 Liberalni Demokraci
- 2015–2024: Anne-Marie Trevelyan, Partia Konserwatywna